# Saison à Salzbourg (film, 1961)
Pour les articles homonymes, voir Saison à Salzbourg.
Pour plus de détails, voir Fiche technique et Distribution.
Saison à Salzbourg (Saison in Salzburg) est un film autrichien réalisé par Franz Josef Gottlieb sorti en 1961.
Il s'agit d'une adaptation de l'opérette de Fred Raymond.

## Synopsis
Quand les comédiens Heinz Doll, Toni Mack et Hans Stiegler n'ont plus d'engagement, ils répondent à l'annonce du grand hôtel "Zum blauen Enzian" à la recherche d'un serveur, d'un portier et d'un liftier.
Heinz, Toni et Hans sont de bons employés, satisfaisant leur chef Theres Stolzinger. Il en va de même côté cœur : Vroni, une femme de chambre, jette des regards amoureux sur Hans et la cuisinière Walpurga propose toujours quelque chose à manger à Toni qui ne peut pas refuser.
Heinz n'a pas perdu son charme auprès de sa chef. Mais il a un concurrent, le Dr. Elz. Aussi, quand Anne Marie, la jolie belle-fille de Mme Stolzinger, vient travailler après avoir fait l'école hôtelière, tous les sentiments sont bouleversés et une fin heureuse s'éloigne. Une excursion de Heinz et Annemarie sur le Grossglockner va rendre clairs les sentiments qu'ils éprouvent l'un pour l'autre.

## Fiche technique
- Titre français : Saison à Salzbourg[1]
- Titre original : Saison in Salzburg
- Réalisation : Franz Josef Gottlieb assisté de Gaudenz Meili
- Scénario : Ernst Marischka, Janne Furch
- Musique : Fred Raymond
- Direction artistique : Fritz Jüptner-Jonstorff, Alexander Sawczynski
- Costume : Gerdago
- Photographie : Elio Carniel (de)
- Son : Herbert Janeczka
- Montage : Herma Sandtner
- Production : Herbert Gruber
- Sociétés de production : Sascha-Film
- Société de distribution : Sascha-Verleih
- Pays d'origine :  Autriche
- Langue : allemand
- Format : Couleurs - 1,66:1 - Mono - 35 mm
- Genre : musical
- Durée : 104 minutes
- Dates de sortie :
  - Allemagne de l'Ouest : 27 octobre 1961.
  - France : 25 octobre 1963[1].

## Distribution
- Peter Alexander : Heinz Doll
- Gunther Philipp : Toni Mack
- Peter Vogel : Hans Stiegler
- Waltraut Haas : Theres Stolzinger
- Ingeborg Schöner : Annemarie Stolzinger
- Gunnar Möller : Dr. Erich Elz
- Loni Heuser : Heide Pritwitz
- Richard Romanowsky : Professeur Spindler
- Oskar Sima : L'inspecteur de la gendarmerie
- Beppo Brem : Xaver Möslacher
- Else Rambausek : Lina Möslacher
- Helli Servi : Vroni
- Sissy Löwinger : Walpurga
- Raoul Retzer : Un gendarme
- Hugo Gottschlich : Sepp
- Walter Regelsberger : Un gendarme

### Autres adaptations
- Saison à Salzbourg (de), film autrichien réalisé par Ernst Marischka sorti en 1952